# プログレスM-15M
プログレスM-15M (ロシア語: Прогресс М-15М)はロシア連邦宇宙局が2012年に国際宇宙ステーション(ISS)の補給のために打ち上げたプログレス補給船。NASAやJAXAではプログレス47、47Pとも呼ばれる。プログレス-Mの11F615A60型としては15機目であり、シリアル番号は415番であった。4月下旬にISSに到着し、第30次長期滞在のクルーに補給を行い、7月にISSから離脱した。
ISSへの打ち上げとしては122機目であり、2012年にロシアが打ち上げた宇宙機としては5機目、ロシアの2012年のソユーズロケット系統の打ち上げとしては2回目であった。

## 運用

### 打ち上げとドッキング

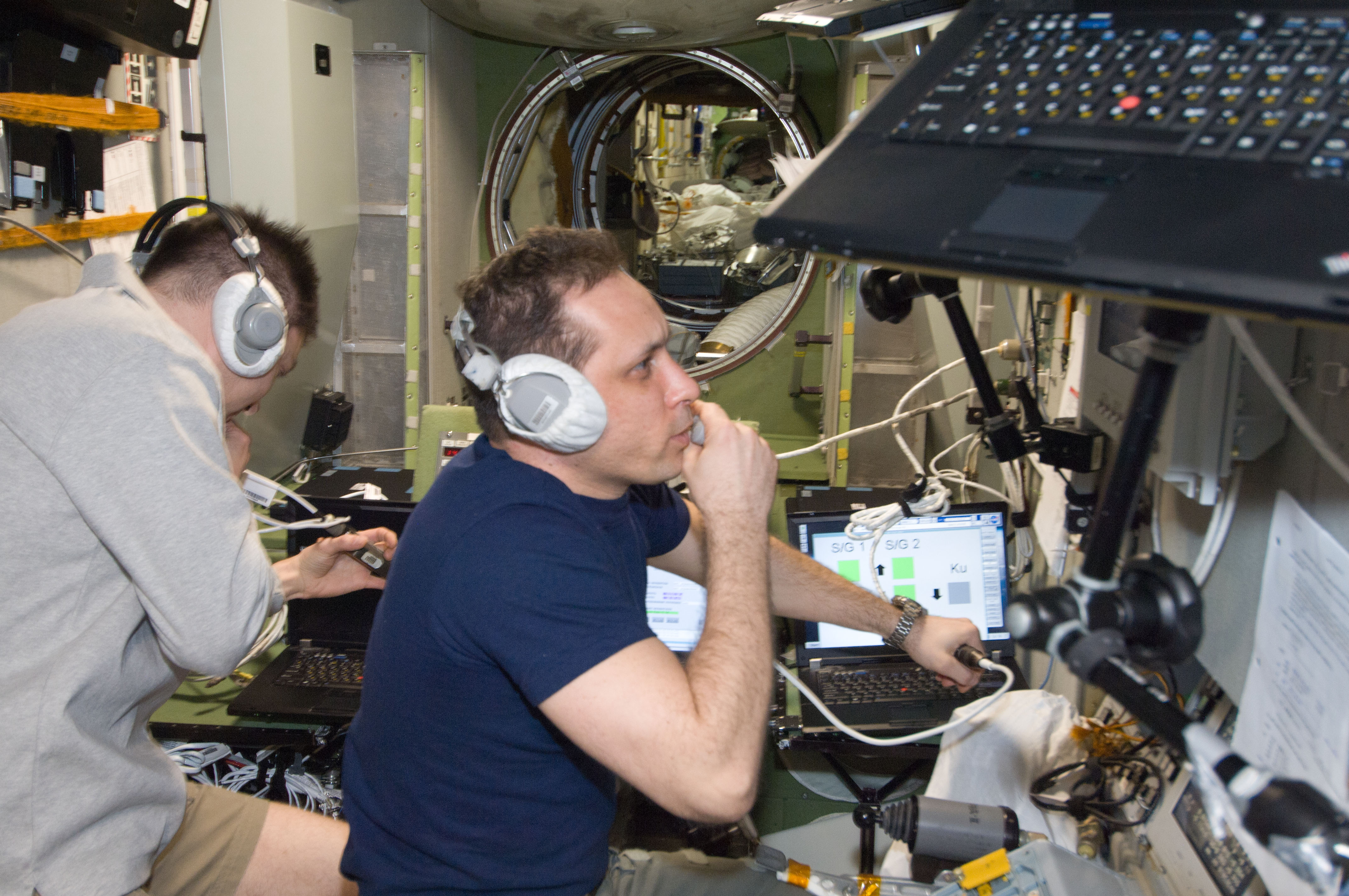
ISSに近接するM-15MのTORU制御系のデータを監視するシュカプレロフ、コノネンコ両宇宙飛行士

宇宙機は2012年4月20日12時50分24秒 (GMT)にバイコヌール宇宙基地からソユーズ-Uで打ち上げられた。打ち上げ10分後、ソユーズ-UはM-15Mの軌道への投入に成功し、補給ミッションを開始した。M-15Mは近点193.68km、遠点256.52km、軌道傾斜角51.63度の軌道に投入された。
4月22日にランデブー操作を開始するまでにプログレスM-15Mの軌道補正に5回の制御噴射が行われた。その後、4月22日の14時39分(GMT)にISSのピアース天底ポートにドッキングした。このドッキングポートは4月19日までプログレスM-14Mが接続していた。M-15Mは軌道の日没にISSと接続するようにクルスドッキングシステムによる自動ランデブーで運行された。ドッキングは中国上空400kmほどの位置で行われた。ドッキング数分後にISSへの固定のため留め金と掛け金が掛けられた。
後日第30次長期滞在のクルーがハッチを開けプログレス内に入っている。

### 1度目のドッキング解除とクルス-NA試験
M-15Mは3ヶ月間ISSとドッキングを継続し、ドッキング中貨物が下ろされ、廃棄する不用品がつめられた。これらのプログレスの通常業務の完了後、プログレスは改良型クルスドッキングシステムの試験が行われた。
クルスはプログレスのステーションへの自動ランデブーとドッキングに使われるシステムであり、プログレスM-15Mにはこれまでのクルス-Aアンテナに加えてクルス-NAと呼ばれる新しいアンテナが取り付けられた。新しいクルス-NA系が失敗した場合にプログレスの貨物が無駄にならないことを目的に最初のプログレスM-15Mのドッキングは伝統的なクルス-Aによって行われた。クルス-NAはクルス-Aより電力効率がよくなっており、さらに既存の5基のクルス-Aアンテナの能力を1基のアンテナで置き換えることができるため将来の改良で4基のアンテナを取り除くことが可能であった。これらのアンテナの削減は打ち上げ後の全アンテナ展開や展開後も1基がドッキング前にドッキング部の前面の拡張のために引き込まれるという複雑なシステムによるドッキング失敗のリスクを軽減するとされた。
2012年7月22日プログレスM-15Mはピアースモジュールからドッキングを解除し、新しいクルス-NA誘導アンテナの試験のために2日後に再ランデブーの実行を試みた。ピアースからのドッキング解除は20時27分(GMT)ごろに行われた。ドッキング解除はモンゴル頭部上空362kmほどの位置で行われた。再ドッキングは7月24日1時57分(GMT)に計画されていたが、プログレス搭載装置の自動試験の失敗によって中止された。
問題はクルス-NAシステムが作動開始していた1時23分頃に発生した。この問題によってプログレスは安全規定に基づいて設計された受動停止モードに入った。中止時、プログレスとISSは14kmほど離れた位置を飛行していた。
中止後、2つの軌道に対して、ロシア飛行管制は情報収集のために自動ランデブー系を再稼動するように命令を行った。2度目の再ドッキング試験はISSに27日に到着するこうのとり3号機との競合のために28日まで遅れた。
ランデブー中止の原因としてはプログレスM-15Mが予想温度よりも低かったことが指摘される。問題の解決策として、ロシア技術者はプログレスで利用可能なすべての暖房器具を入れ、これによってM-15Mの温度は22度に保たれ、クルス-NAの作動に成功し、2回目のドッキングが可能になった。クルス-NAは7月28日の23時丁度(GMT)に作動に成功し、ISSのズヴェズダ (ISS)モジュールの受動式クルス-Pをロックオンした。再ランデブー、ISSを一周、ドッキングの一連の動作は7月29日の1時ごろ(GMT)に成功した。
ドッキング時、ISSとプログレスは地球のニューギニア西部上空を飛行していた。

### ISSからの離脱

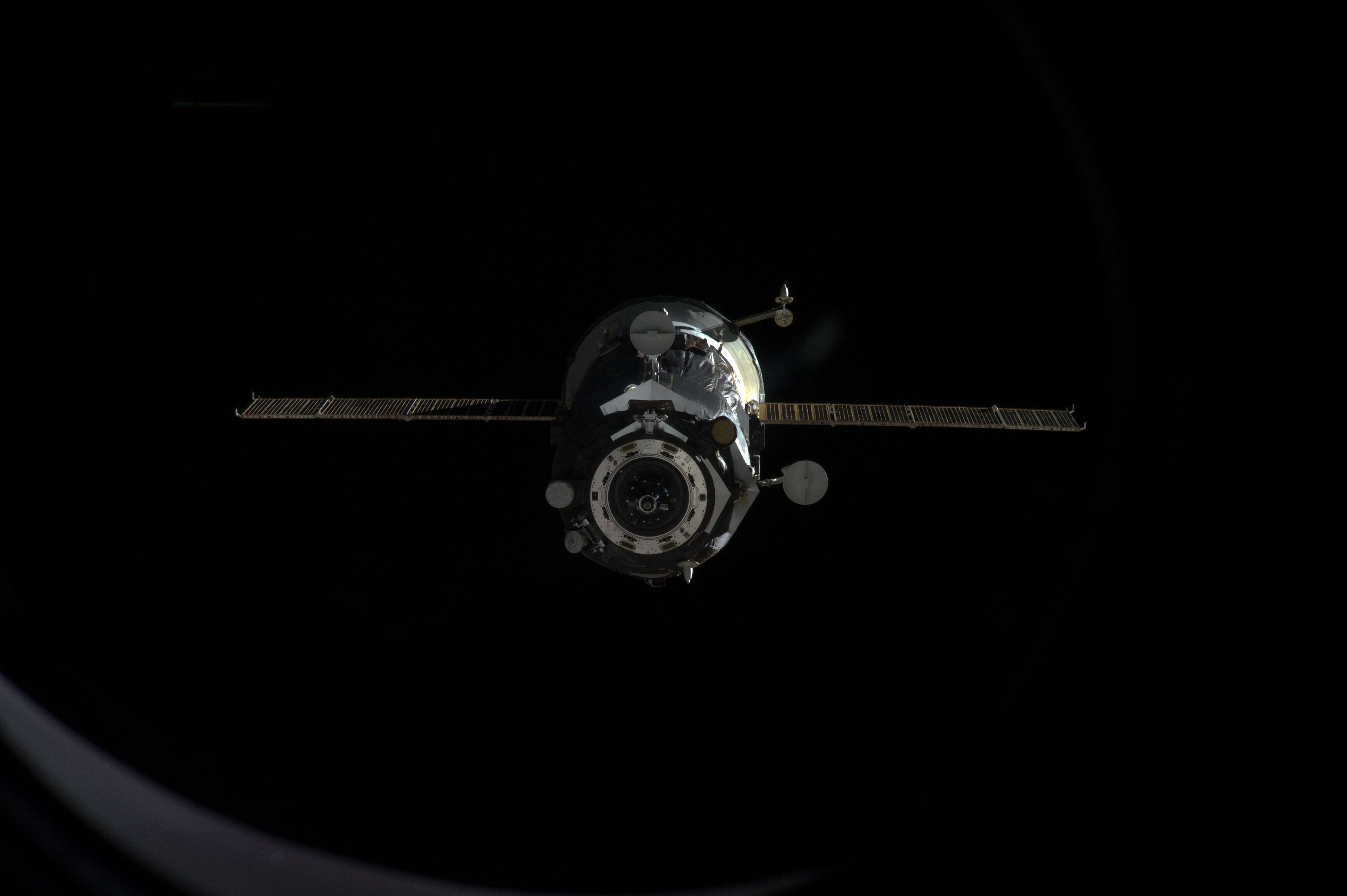
2012年7月30日のプログレスM-15MのISSからの離脱

7月30日21時16分(GMT)、プログレスM-15MはISSから2度目の離脱を行った。その後ISS周辺から離脱したが、実験を行うために軌道上に残った。
プログレスM-15Mは8月6日から14日にかけてKhlopushka実験、8月15日から20日にかけてレーダープログレスの2つの実験を行った。レーダープログレス実験の完了後、プログレスM-15Mは軌道を離脱し、太平洋上で大気圏に再突入し、破棄された。

## 搭載貨物
プログレスM-15Mはドライカーゴに1230kg程度の装置類、食料、衣類、生命維持系装置などが詰まれ、それ以外の貨物として900kg程度の補充用燃料燃料とロシア制御スラスタ用燃料、420kg程度の水、50kg程度の酸素などの気体が搭載されていた。
貨物には6月21日に54歳の誕生日を迎えるロシアのゲンナジー・パダルカ飛行士向けのプレゼントも搭載されていた。

## 註
1. ↑  “Russia's Progress space freighter docks with ISS”.   Xinhua (2012年4月23日). 2012年4月26日閲覧。
2. ↑  Pete Harding (2012年4月22日). “Progress M-15M docks to ISS amid busy period of visiting vehicle activities”.   NASASpacefllight.com. 2012年4月26日閲覧。
3. ↑  Justin Ray (2012年4月22日). “Space station welcomes Russian cargo ship arrival”.   Spaceflight Now. 2012年4月26日閲覧。
4. ↑  Pete Harding (2012年7月28日). “Progress M-15M re-docks to ISS following resolution of Kurs-NA failure”.   NASAspaceflight.com. 2012年7月28日閲覧。
5. ↑  “Progress M-15M - Mission Updates”.   101 SPACEFLIGHT (2012年4月20日). 2012年4月22日閲覧。
6. ↑  RIA Novosti (2012年7月31日). “Russian Space Freighter Departs From Orbital Station”.   RIA Novosti. 2012年8月5日閲覧。